# تورستن استرپل‌هوف
تورستن استرپل‌هوف (آلمانی: Thorsten Streppelhoff؛ زادهٔ ۱۵ اوت ۱۹۶۹) قایقران روئینگ اهل آلمان است.